# Harmothoe liaoi
Harmothoe liaoi är en ringmaskart som beskrevs av Barnich, Sun och Fiege 2004. Harmothoe liaoi ingår i släktet Harmothoe och familjen Polynoidae. Inga underarter finns listade i Catalogue of Life.